# James Cleverly
James Spencer Cleverly (Lewisham, 1969. szeptember 4. –) konzervatív brit politikus, tartalékos katonatiszt. 2015 óta Braintree választókerület képviselője. Korábban 2022 júliusa és szeptembere között oktatásügyi miniszterként, 2019 és 2020 között Ben Elliot mellett a Konzervatív Párt társelnökeként, valamint a Londoni Közgyűlés tagjaként szolgált 2008 és 2016 között.
Miután Boris Johnsont 2019 júliusában miniszterelnökké nevezték ki, a brexitpárti Cleverly-t tárca nélküli miniszterré avanzsálták. 2022 júliusában Michelle Donelant követte az oktatásügyi miniszteri poszton. 2022 szeptemberében Liz Truss akkori miniszterelnök külügyminiszterré nevezte ki, ezen pozícióját a Truss és a Sunak-kormányban is betöltötte. 2023 novembere és 2024 júliusa között az ország belügyminisztereként tevékenykedett.

## Fordítás
Ez a szócikk részben vagy egészben  a   James Cleverly című angol Wikipédia-szócikk ezen változatának fordításán alapul.  Az eredeti cikk szerkesztőit annak laptörténete sorolja fel. Ez a jelzés csupán a megfogalmazás eredetét és a szerzői jogokat jelzi, nem szolgál a cikkben szereplő információk forrásmegjelöléseként.